# Nii Welbeck
Nii Aryee Welbeck (Takoradi, 3 ottobre 1976 – 12 novembre 2014) è stato un calciatore ghanese, di ruolo difensore.

## Carriera

### Club
Ha giocato nel campionato ghanese, svizzero e turco.

### Nazionale
Ha rappresentato la Nazionale ghanese in occasione dei Giochi Olimpici del 1996.